# Herbert Rose Barraud
assinatura
Herbert Rose Barraud (24 de agosto de 1845 - 1896) foi um notável fotógrafo de retratos que tinha estúdios em Londres e Liverpool. Ele produziu fotografias de gabinete de muitos estadistas, artistas e membros da aristocracia vitoriana famosos, muitos dos quais foram publicados em sua obra de dois volumes, Men and Women of the Day, 1888-89. A maioria das imagens de Barraud eram do tipo Woodbury, então um processo recém-desenvolvido que se prestava admiravelmente a retratos, sendo capaz de renderizar tons médios com precisão.
Entre 1873 e 1880, ele teve uma parceria, Barraud & Jerrard, com George Milner Gibson Jerrard (1848–1918).
Os estúdios de Barraud estavam na 96 Gloucester Place, Portman Square em 1883, na 263 Oxford Street ("Algumas portas a oeste de 'The Circus'") entre 1883 e 1891, na 73 Piccadilly de 1893 a 1896 e na 126 Piccadilly em 1897. Outro estúdio foi localizado na 92 Bold Street, Liverpool.
O irmão de Herbert era Francis James Barraud (1856-1924), um artista célebre por ter criado " His Master's Voice ", uma pintura usada na publicidade pelos primeiros registros de gramofone do HMV. Seu pai era o pintor Henry Barraud; seu filho Cyril Henry Barraud também era um artista.

## Trabalhos selecionados
Media relacionados com Herbert Rose Barraud no Wikimedia Commons.